# Bryobia meyerae
Bryobia meyerae är en spindeldjursart som beskrevs av Zaher, Gomaa och El-Enany 1982. Bryobia meyerae ingår i släktet Bryobia och familjen Tetranychidae. Inga underarter finns listade.